# Увидимся в августе
«Увидимся в августе» — последний роман колумбийского писателя Габриэля Гарсиа Маркеса, впервые опубликованный в 2024 году, после смерти автора.

## Сюжет
Главная героиня романа — Анна Магдалена Бах, которая каждый август посещает могилу матери и переживает на том же острове любовные приключения.

## Создание и публикация
Маркес работал над романом в последние годы жизни, уже будучи смертельно болен. Он хотел объединить в одном произведении несколько любовных линий, но из-за болезни не смог завершить работу и отказался от идеи публикации. Только в 2024 году сыновья писателя, Родриго и Гонсало, решили издать роман. В совместном заявлении на эту тему они написали: «Нет ничего, что помешало бы читателю насладиться любимыми чертами прозы Габо: неудержимой фантазией, поэтичностью языка, увлекательностью повествования, глубоким пониманием человеческой природы и сочувствием к переживаниям и злоключениям человека, особенно в любви. Любовь — возможно, главная тема всего его творчества».